# Набережная (Красноярский край)
На́бережная — деревня в Ужурском районе Красноярского края России. Входит в состав Солгонского сельсовета.

## География
Деревня расположена в 46 км к северо-востоку от районного центра Ужур.

## Население
| 2010 |
| ---- |
| 72   |